# Fliegengitter

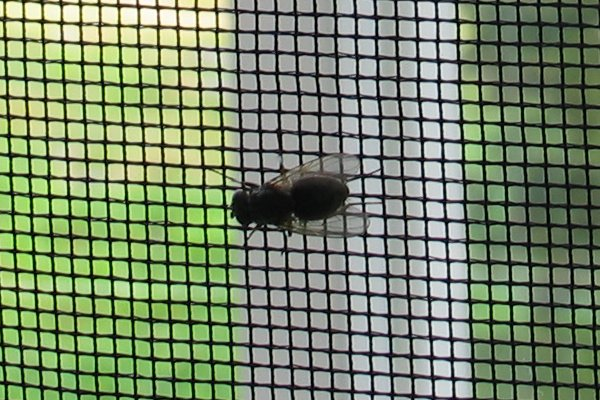
Fliege auf einem Fliegengitter

Ein Fliegengitter oder auch Fliegengaze ist eine Vorrichtung, die vor einem Fenster oder einer Tür angebracht wird, um das Eindringen von Insekten wie Fliegen und Stechmücken in einen Raum zu verhindern.
Gefertigt wird ein Fliegengitter ähnlich einem Moskitonetz aus feinem Textilgewebe oder Drahtgittern mit einer Maschengröße von ungefähr einem Millimeter, um einerseits keine Insekten hindurch-, aber andererseits genügend Licht und Luft hineinzulassen. Neuerdings sind für diesen Zweck auch durchscheinende Textilvliese im Handel, die einerseits das Eindringen allergener Pollen ins Zimmer verhindern sollen, andererseits auch Insekten abhalten. Professionelle Fliegengitter sind aus kunststoffummanteltem Glasfasergewebe mit einer Maschenweite von etwa 1,4 mal 1,2 Millimeter. Glasfasergewebe ist äußerst witterungsbeständig und kann ständig am Fenster verbleiben.
Einfache Fliegengitter werden mit selbstklebenden Klettverschlüssen zwischen Fenster und Zarge befestigt. Für gerahmte Fliegengitter werden dagegen Aufhängungen verwendet, die am Fenster befestigt sind. Mit ihrer Hilfe ist es möglich, diesen Rahmen separat aufzuklappen oder auszuhängen. Da sich in der kalten Jahreszeit kaum Insekten im Freien aufhalten, ist dieses vor allem im Winter sinnvoll, um der Verwitterung vorzubeugen. Je nach Lage des Wohnsitzes kann es jedoch selbst im Winter sinnvoll sein, Fliegengitter einzusetzen. Sie schützen nämlich nicht nur vor Insekten, sondern ebenso vor dem Eindringen von Spinnen. Während sich die Insekten in der kalten Jahreszeit in ihre Verstecke zurückziehen, bleiben die Spinnen weiterhin aktiv. Durch den Wunsch nach Wärme versuchen sie daher häufig, in gut temperierte Wohnungen einzudringen und sich einzunisten.
In den Vereinigten Staaten werden Fliegengitter routinemäßig eingesetzt.
Fliegengitter werden in weiß und schwarzbraun angeboten. Dunkle Materialien erlauben eine Durchsicht, die durch weniger Streulicht getrübt wird. Helle Gewebe bewirken hingegen einen gewissen Sichtschutz, ähnlich Gardinen, besonders wenn man vom taghellen Freien in Richtung des deutlich dunkleren Innenraums blickt. Reste von toten Insekten, ihre Ausscheidungen und Staub sind auf dunklem Material kaum sichtbar. Risse sind in hellem Gewebe besser sichtbar, diese können durch feines Vernähen repariert werden. Alle Gewebe verhindern Vogelschlag.
Jedes Fliegengitter muss zweidimensional, also längs und quer, gespannt werden, damit Wind im Wesentlichen keine Flatterbewegung auslösen kann, die das Gewebe – ähnlich Flaggen und Fahnen – über längere Zeit schädigen würde.

## Öffenbare Fliegengitter
Will man bei Fenstern und Türen die Möglichkeit zum Hindurchreichen, Hinauslehnen und/oder Durchgehen erhalten, gibt es mehrere Möglichkeiten.
- Neben einem vergitterten Fenster für die insektensperrende Lüftung ein Fenster für das ungehinderte Öffnen vorsehen und dieses nur kurzzeitig bei Bedarf nutzen.
- Aushängen eines Fliegengitters samt seinem Rahmen, der an typisch 4 Punkten am Fensterrahmen eingehängt ist.
- Lösen eines anders befestigten Fliegengitters – Klettverschluss am bloßen Gitter und Magnete am Rahmen kommen in Frage.
- Herstellen eines Durchlasses mit selbstschließender Klappe für Katzen und andere Haustiere.
- Verschiebbar-Machen des Gitterrahmens durch Führungen parallel zur Fensterebene.
- Ausbilden eines nach außen durch Aufschwenken öffnenden Gitterrahmens, etwa für eine nach innen öffnende Balkontür.
- Auflösen des Gitters in einzeln herunterhängende, etwa 10 cm breite Streifen, die an Überlappungen magnetisch aneinander haften. Die Streifen sind oben fest aufgehängt und unten mit einem Gewichtsstreifen belastet.

Ein Perlen- oder Schnurvorhang in einer Türöffnung wirkt als Flugbarriere für Vögel und als Sichtschutz, doch hemmt er Insekten nur in geringerem Maß.

### An Zelten, Kfz-Kabinen und anderem
Hochflexible, meist weiße Fliegengitter, oft gewirkt und damit verzerrbar, sind an den Eingangsöffnungen von Zelten als gesonderte Schließebene an einer Randseite fest vernäht und können am Rest des Umfangs mit einem Doppelzipp an die Zelthaut, typischerweise des Innenzeltes, angeschlossen werden. Unmittelbar außerhalb wird das Zelt wind- und regendicht mit Zeltstoff per Rundum- oder Zweiwegezipp verschlossen. Lüftungsöffnungen sind mit einem fest eingenähten Insektengitter verschlossen. Durchreichöffnungen und -schächte können schon durch Abbinden oder Zusammenziehen eine Saums mit Kordel ausreichend insektensicher verschlossen werden.
Insektengitter sind häufig sichtbar an Wohnmobilfenstern und Türen, sowie verdeckt eingebaut in Lüftungsanlagen von Kfz-Kabinen sowie vor den Lufteinlässen von Kühlern, Bremsen und Cockpitbelüftung an Motorrädern. Auch elektrische Schaltkästen, die im Freien stehen, Computer und Steuertechnik werden mit feinen Gittern gegen das Eindringen von Insekten geschützt. Diese können Kurzschlüsse erzeugen, elektrische Parameter verändern und dadurch Fehlfunktion auslösen, vgl. „Bug“.
Moskitonetze können zeltartig über Betten montiert den Schlafbereich mückenfrei halten. Kinderwagen werden mitunter mit lose gewebtem Stoff, etwa einer Windel, verhängt, was die Sonneneinstrahlung dämpft, aber graduell auch gegen Insekten wie etwa Wespen schützt.
Fliegenpracker sind häufig als ein Stück stabiles, doch flexibles Netz ausgeführt, das beim schnell geführten Schlag Luft durchlässt, doch eine Barriere für Insekten bildet, das gejagte Insekt also aufhält und beim Anprall an typisch einer Wand durch Schwung zerquetscht.

### Radhelm und Körperschutz
Radhelme weisen zur Kühlung reichlich Lüftungsschlitze auf. Seit einigen Jahren sind diese Öffnungen bei guten Helmen mit eingeschäumten Gittern verschlossen, um Insekten abzuweisen, die durch schnellen Fahrtwind sonst zwischen Helm und Kopf hineingetrieben werden können.
Textile Hüte mit breiter Krempe und von ihr herabhängendem Insektennetz sind Ausrüstung für Imker (Imkerhut), Naturforscher und Outdoor-Aufenthalt als Schutz vor Bienen, Stechmücken und anderen Insekten. Solcher am Körper getragener Moskitoschutz kann auch als Schleier, Ärmling, Beinling oder Ganzkörperanzug (Moskitoanzug) ausgeführt sein.

## Unfallgefahr
Ein Fliegengitter bildet keine mechanisch stabile Barriere, die das Körpergewicht eines Menschen stützen kann. Insbesondere Kinder, die das nicht erkennen, sind von Absturz bedroht, wenn sie sich dagegen lehnen und eventuell auch noch das Gitter hoch und damit aus einer Halterung heben.